# Leon Ockenden
Leon Ockenden (nascido em 1978) é um ator, diretor e escritor britânico. Ele cresceu na cidade de Looe, na Cornualha.
Ockenden é mais conhecido por suas atuações nos episódios da série australiana-americana Tripping Over, em que ele interpretou um garoto carpinteiro gay, Callum.
Ockenden também é conhecido por ter emprestado sua voz e imagem para o jogo eletrônico aclamado pela crítica Heavy Rain, em que interpretou o agente do FBI Norman Jayden.

## Filmografia

### Filmes
| Ano                     | Titulo              | Papel            |
| ----------------------- | ------------------- | ---------------- |
| 2005                    | Vegabond Shoes      | Champagne waiter |
| 2009                    | Mr. Right           | Lawrence         |
| 2009                    | Dread               | Jimmy Cake       |
| 2011                    | Baroque             | Lover/fighter    |
| 2011                    | The Field of Vision | Cpt. Joe Temski  |
| 2012                    | Red Tails           | Co-piloto        |
| 2013                    | The Cosmonaut       | Stas             |
| 2013                    | Don't Miss the Cup  | Peter            |
| 2015                    | Eliana              | Dude             |
| 2016                    | Across the River    | Cake shop owner  |
| 2020                    | Ria                 | Robert           |
| Ainda vai ser anunciado | The Reckoning       | Morton           |

### Televisão
| Ano        | Titulo                                       | Papel                 |
| ---------- | -------------------------------------------- | --------------------- |
| 2003       | Judge John Deed                              | Nick                  |
| 2003       | The Private Life of Samuel Pepys             | Pembleton             |
| 2004       | Midsomer Murders                             | Jamie Cruickshank     |
| 2004       | Hawking                                      | Rosencrantz           |
| 2004       | Hustle                                       | Simon                 |
| 2004       | Family Affairs                               | Sam Taylor            |
| 2005       | Totally Frank                                | Miles                 |
| 2006       | Tripping Over                                | Callum                |
| 2007–2008  | Heartbeat                                    | Dr. Chris Oakley      |
| 2008       | Heroes and Villains                          | Earl of Leicester     |
| 2009, 2013 | Casualty                                     | Luke Riley/Adam Ridle |
| 2010       | Secret Diary of a Call Girl                  | Connor                |
| 2010       | Identity                                     | DI Terry Eggleston    |
| 2010       | An Old Fashioned Christmas                   | Cameron               |
| 2010       | New Tricks                                   | Kevin Humphreys       |
| 2011       | The Runaway                                  | Bruce                 |
| 2012       | Best Possible Taste: The Kenny Everett Story | Philip                |
| 2012       | Secrets of the Dead                          | Vasily Arkhipov       |
| 2013       | Open Desert                                  | David                 |
| 2013       | The Cosmonaut: Transmedia Experience         | Stas                  |
| 2014       | Waterloo Road                                | Hector Reid           |
| 2015       | Mr Selfridge                                 | Serge De Bolotoff     |
| 2015       | Supreme Tweeter                              | Tweeter               |
| 2015       | The Coroner                                  | Danny Ball            |
| 2016       | This Morning (programa de TV)                | Guest Chef            |
| 2016–2017  | Coronation Street                            | Will Chatterton       |

### Jogos eletrônicos
| Ano  | Titulo     | Papel         |
| ---- | ---------- | ------------- |
| 2010 | Heavy Rain | Norman Jayden |